# 科尔特斯德帕利亚斯
科尔特斯德帕利亚斯，是西班牙巴伦西亚自治区巴伦西亚省的一个市镇。总面积233平方公里，总人口839人（2001年），人口密度4人/平方公里。